# پرفشاری کاذب خون
پرفشاری کاذب خون (انگلیسی: Pseudohypertension) یا سودوهیپرتانسیون یا نشانهٔ آسلر (Osler sign) افزایش کاذب فشار خون است که طی اندازه‌گیری با فشارسنج خون مشاهده شده و دلیلش کلسیفیکاسیون رگ‌های خونی است که موجب عدم انعطاف‌پذیری یا فشارپذیری آنها می‌گردد. وقتی فشار خون از داخل «شریان» اندازه‌گیری شود، همه چیز طبیعی است. با این حال، این وضعیت با خطر بیماری قلبی عروقی قابل توجهی همراه است.
از آنجایی که دیواره‌های شریانی سفت شده طی تصلب شرایین به‌طور معمول با فشارپذیری ندارند، خوانش فشار خون از نظر تئوری بالاتر از اندازه‌گیری واقعی داخل شریانی است.
برای انجام آزمایش (که مانور آسلر نیز نامیده می‌شود)، ابتدا کاف فشار خون را بالاتر از فشار سیستولیک باد می‌کنیم تا نبض محیطی از بین برود. سپس سعی می‌شود شریان رادیال را لمس کند، مانور آسلر مثبت زمانی است که شریان رادیال همچون یک «لوله» سفت قابل لمس باقی بماند.
این حالت اغلب در سالمندان بدون توجه به فشار خون بالا رخ می‌دهد.
این مانور یا نشانهٔ بالینی به افتخار ویلیام آسلر نام‌گذاری شده است.